# Södra Grästjärnet
Södra Grästjärnet är en sjö i Torsby kommun i Värmland och ingår i Glommas huvudavrinningsområde.